# Ronnie Cuber
Ronald Edward (Ronnie) Cuber (Brooklyn (New York), 25 december 1941 – Upper West Side (New York), 7 oktober 2022) was een Amerikaanse jazzmuzikant (saxofoon, klarinet, fluit).

## Biografie
Cuber begon zijn muziekcarrière in 1959 in de Newport Youth Band van Marshall Brown, waarin hij wisselde van tenor- naar baritonsaxofoon. In 1962 werkte hij bij Slide Hampton, daarna in de bigband van Maynard Ferguson (1963-1965) en bovendien kort bij Woody Herman. Daarna speelde hij bij George Benson (1966/67). Van 1977 tot 1979 was hij lid van het nonet van Lee Konitz. Midden jaren 1970 speelde hij ook in de band van Frank Zappa en op diens livealbum Zappa in New York. Hij speelde ook in verschillende latinbands, waaronder bij Eddie Palmieri, bij wie hij te horen was als fluitist en sopraansaxofonist. In 1978 speelde hij in de laatste bezetting van de Charles Mingus Band (Me Myself an Eye). Na Mingus' overlijden was hij begin jaren 1990 lid van de Mingus Big Band en werkte hij mee aan hun albums Nostalgia in Times Square, Que Viva Mingus! en Tonight at Noon.
Sinds de jaren 1980 nam Cuber een reeks albums op onder zijn eigen naam, vervolgens bij Electric Bird met fusion-muzikanten als Dave Weckl, Jimmy Figueroa en George Benson (Passion Flower). Er volgden tijdens de jaren 1990 albums overwegend bij SteepleChase Records met Michael Formanek, Geoff Keezer, Joey DeFrancesco, Manolo Badrena, Ryan Kisor, Kenny Drew jr. en Tony Reedus, waarop hij Braziliaanse en funkelementen verwerkte. Met de baritonsaxofonisten Nick Brignola en Gary Smulyan formeerde hij in 1997 de Three Baritone Saxophone Band.
Als begeleidingsmuzikant werkte Cuber bovendien voor talrijke popmuzikanten als B.B. King, Paul Simon, Eric Clapton, The J. Geils Band en op het gebied van jazz en fusion voor Dave Grusin, Earl Klugh, Lonnie Liston Smith, Hank Crawford, Mac Gollehon, Jimmy McGriff, Toninho Horta, Dom Um Romão en Horace Silver (The Hardbop Grandpop, 1996). Hij werkte onder andere mee aan de soundtrack van de National Lampoon-film Animal House. Het album The Latin Side Of Wayne Shorter werd in 2008 genomineerd voor de Grammy Award.
Cuber overleed op 80-jarige leeftijd.

## Discografie
- 1968: The George Benson Cookbook (CBS Records)
- 1976: Cuber Libre! Xanadu Records)
- 1978: The Eleventh Day of Aquarius (Xanadu Records)
- 1981: New York Jazz
- 1985: Two Brothers (AMG)
- 1985: Pin Point (PID)
- 1985: Passion Fruit (PID)
- 1986: Live at the Blue Note (ProJazz)
- 1992: Cubism (Fresh Sounds)
- 1993: The Scene Is Clean (Milestone Records)
- 1994: Airplay (SteepleChase Records)
- 1996: In a New York Minute (SteepleChase Records)
- 1997: N.Y.C.ats (SteepleChase Records)
- 1998: Love for Sale (met het Metropole Orchestra) (Koch)
- 2009: Ronnie (SteepleChase Records)
- 2012: Boplicity (SteepleChase Records)
- 2013: Live at JazzFest Berlin (SteepleChase Records) (opname uit 2008)
- 2018: Ronnie’s Trio (SteepleChase Records, met Adam Nussbaum, Jay Anderson)
- 2018: Live at Montmartre (Storyville) (opname uit 2017, Jazzhus Montmartre Kopenhagen)
- 2019: Straight Street (SteepleChase Records) (opname uit 2010, live)